# AN/SSQ-36
AN/SSQ-36 — американский батитермографический буй одноразового использования, типоразмер А. Предназначен для сброса с самолётов и вертолётов. Обеспечивает измерение вертикальных температурных градиентов и передачу данных на объект-носитель. В зависимости от модификации может работать в одном из 3 или 99 предустановленных радиоканалах. Измерения проводятся термистором, который опускается на кабеле из днища поплавковой части буя и обеспечивает непрерывное считывание температуры в зависимости от глубины.
Гидростатическая часть буя изолирована от забортной воды заглушкой из водорастворимого материала. По мере растворения заглушки забортная вода поступает в поплавок, и буй затапливается.

## Тактико-технические характеристики
- Максимальная глубина погружения термодатчика — 305, 610 и 800 м[1].
- Скорость погружения термодатчика — 1,52 м/с ± 5%[3]
- Диапазон измерения температур — от –2 до +35°С[3]
- Размеры поплавка[3]:
  - диаметр — 124 мм
  - длина — 914 мм
- Максимальный вес — 9 кг[3]
- Поплавок должен свободно заходить в стандартное гнездо сбрасывателя диаметром 125,4 мм и длиной 1,2 м и при вертикальном расположении гнезда свободно выходить из него под действием силы тяжести[3].
- Ударостойкость: Выдерживает до трёх полусинусоидальных ударов силой 100g в направлении днищевой части и до семи ударов 50g в любом другом направлении[3].
- Мощность передатчика — 0,25 Вт[3]
- Передающие частоты: 170,5; 172,0; 173,5 МГц (для трёхчастотного буя)[3]
- Кодирование температуры: Несущая частота модулируется информационным сигналом частоты 1360—2700 Гц. Частота модулирующего сигнала (Гц) зависит от измеренной температуры в соответствии с формулой f = 1440 + 36T, где T — температура термодатчика, °С[3].